# Sabará
Sabará város Brazíliában, Minas Gerais államban. Lakosainak száma 129 380 fő (2022). Sabará Nova Lima, Belo Horizonte, Caeté, Raposos, Santa Luzia, Minas Gerais és Taquaraçu de Minas községekkel határos.

## Népesség
A település népességének változása:
| Lakosok száma | 115 352 | 126 269 | 137 125 | 137 877 | 129 380 |
|               | 2000    | 2010    | 2020    | 2021    | 2022    |